# Functiewaardering
Functiewaardering is het indelen van functies in een rangordening, op basis van de relatieve zwaarte van de functie.
Er bestaan verschillende methoden voor functiewaardering. Vrijwel altijd is een functiewaarderingsmethode eigendom van een systeemhouder, een adviesbureau, dat tijd en geld besteed heeft aan het ontwikkelen van de methode en vervolgens aan het onderhouden en verbeteren ervan. Er zijn vele namen en afkortingen waaronder systemen toegepast worden, soms algemeen, soms met een bedrijfsnaam er in verwerkt en soms ook specifiek geënt op een bepaalde organisatie of bedrijfsvorm.
Voordat een functie gewaardeerd kan worden, wordt deze beschreven. In de functiebeschrijving wordt gelet op een aantal punten. Het gehanteerde functiewaarderingssysteem bepaalt naar welke aspecten/punten er met name gekeken wordt, onder andere: 
- kennis / opleiding
- leidinggeven
- contacten (intern, extern)
- afbreukrisico / verantwoordelijkheden
- bewegingsvaardigheid / fysieke aspecten
- zelfstandigheid

De meeste functiewaarderingssystemen werken met puntenscores die bepalen in welke klasse de functie thuishoort (het niveau). Op basis van de klasse wordt vervolgens bepaald welke loonschaal bij de functie hoort. In het algemeen is het zo, dat hoe hoger de klasse is, hoe hoger de loonschaal (en het bijbehorende salaris) is. Het feitelijke salaris is echter van meer omstandigheden afhankelijk dan alleen het niveau van de functie, bijvoorbeeld leeftijd van de werknemer, ervaring van de werknemer, voltooide extra opleidingen of juist een gebrek aan voldoende opleiding.